# فاروس (إففويا)
فاروس (Φάρος) هي مدينة في إففويا في مقاطعة كينتريكي إلادا في اليونان.